# Torresandino
Torresandino község Spanyolországban, Burgos tartományban. Torresandino Olmedillo de Roa, Tórtoles de Esgueva, Antigüedad, Palenzuela, Villafruela, Lerma, Cilleruelo de Abajo, Sotillo de la Ribera, Terradillos de Esgueva és Villatuelda községekkel határos. Lakosainak száma 574 fő (2024).

## Népesség
A település népessége az utóbbi években az alábbiak szerint változott:
| Lakosok száma | 831  | 808  | 778  | 740  | 720  | 696  | 678  | 634  | 591  | 574  |
|               | 2001 | 2004 | 2006 | 2009 | 2011 | 2014 | 2016 | 2019 | 2021 | 2024 |